# Amtmann (Burgenland)
Amtmann ist ein Amtstitel für Gemeindebedienstete im Burgenland in Österreich. 
Nach burgenländischem Landesgesetz führen Gemeindebeamte der Dienstklasse III den Amtstitel „Gemeindeamtmann“ und jene der Dienstklassen IV bis V „Gemeindeoberamtmann“. Die weibliche Form dieser Amtstitel ist „Gemeindeamtfrau“ bzw. „Gemeindeoberamtfrau“.
Der Leiter eines Gemeindeamtes wird im Burgenland allgemein mit „Amtmann“ betitelt.